# Vi de Ribesaltes
El vi de Ribesaltes és un vi dolç natural amb denominació d'origen (en francès Apellation d'Origine Contrôlée AOC) de la Catalunya del Nord etiquetat sota la denominació AOC Rivesaltes i diversificat en quatre tipus: Ambrat, Teulat, Granat i Fora d'Edat. Els vins de moscat de Ribesaltes tenen una denominació d'origen diferenciada.
L'àrea, que pren el nom del municipi rossellonès de Ribesaltes, està formada per 86 municipis de la Catalunya del Nord, bàsicament el Rosselló i part del Vallespir i de la Fenolleda, i nou municipis del departament de l'Aude.
La denominació es va crear l'any 1936, i l'any 1972 es va agrupar amb les antigues denominacions Costes de l'Aglí i Costes de l'Alt Rosselló.
Pràcticament la meitat dels vins dolços naturals de França es produeixen sota la denominació ribesaltes. Predominen els vins muts negres a base principalment de garnatxa. Els ribesaltes negres vinificats de forma tradicional tenen un gust de vi ranci degut a una lleugera oxidació. Després de dos anys d'oxidació els vins s'etiqueten com Rivesaltes Teulats, pels negres, i Rivesaltes Ambrats, pels blancs.
Té un producte derivat, la beguda aperitiva Vabé.